# NGC 4417
NGC 4417 é uma galáxia lenticular (SB0) localizada na direcção da constelação de Virgo. Possui uma declinação de +09° 35' 04" e uma ascensão recta de 12 horas, 26 minutos e 50,4 segundos.
A galáxia NGC 4417 foi descoberta em 15 de Abril de 1784 por William Herschel.